# Christine Albanel

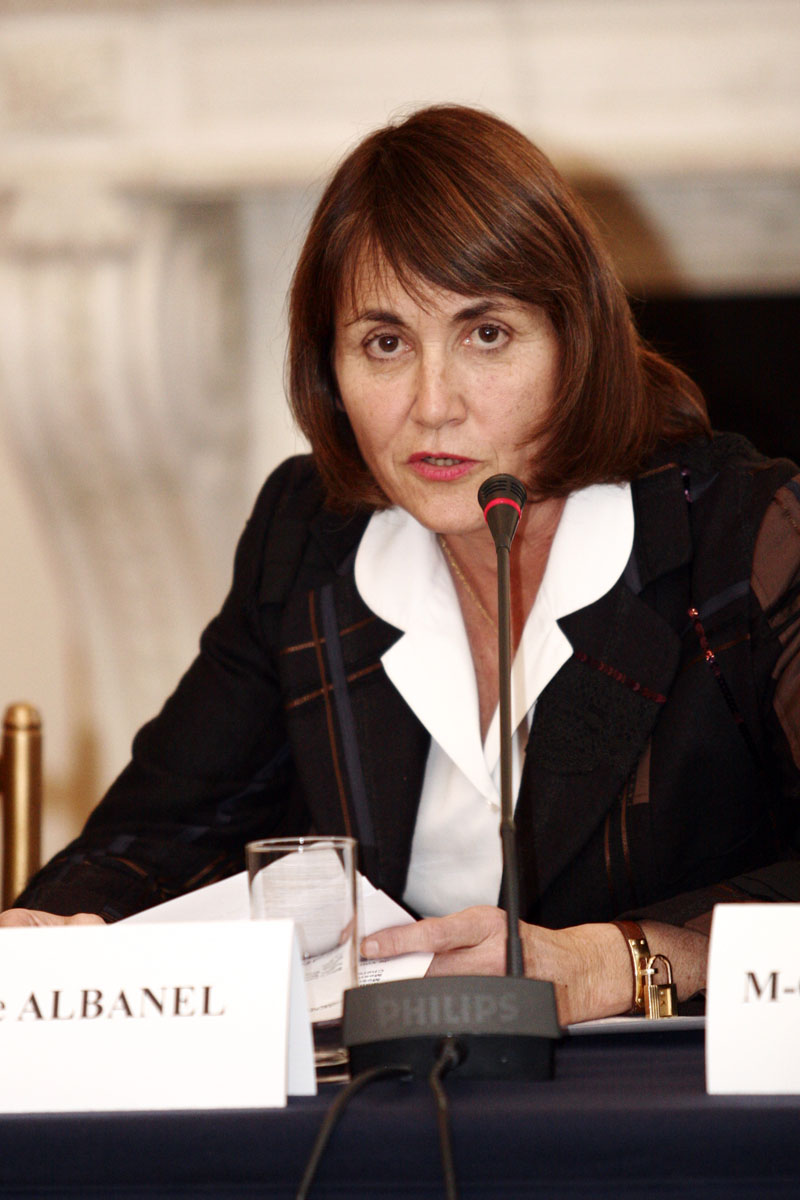
Christine Albanel

Christine Marie Albanel (* 25. Juni 1955 in Toulouse, Département Haute-Garonne) ist eine französische Schriftstellerin und Politikerin, die Mitglied der UMP ist.
Von Mai 2007 bis Juni 2009 war sie Ministerin für Kultur und Kommunikation unter Premierminister François Fillon sowie Regierungssprecherin.

## Leben
Christine Albanels Einstieg in die Politik begann 1979 mit ihrer Arbeit als Pressereferentin für den damaligen Staatspräsidenten Valéry Giscard d’Estaing. Sie blieb dies bis zum Ende der Amtszeit Giscard d’Estaings im Jahre 1981.
Danach unterrichtete sie ein knappes Jahr lang an einem Lycée in Luzarches (Val-d’Oise), gab dann aber die Unterrichtstätigkeit auf. Schon am Ende der Amtszeit Giscard d’Estaings hatte sie bereits enge Kontakte zum damaligen Bürgermeister von Paris, Jacques Chirac geknüpft, an dessen Seite auch ihre gesamte weitere Karriere verläuft.
Sie arbeitete von 1982 bis 1986 im Pariser Rathaus als Beraterin des Generaldirektors für Information und Kommunikation.
Albanel, die sich in dieser Zeit auch als Autorin von Theaterstücken einen Namen machte (La Maison Ambuse, 1981; Les Palhasses, 1983; Hôtel Sawat et de la plage, 1984), wurde Ghostwriterin („plume“) von Jacques Chirac und verfasste während seiner weiteren Karriere zahlreiche Reden für ihn.
Als Chirac im Jahre 1986 Premierminister wurde (1. Cohabitation mit François Mitterrand 1986 bis 1988), berief er Christine Albanel in sein Kabinett. 1988, zwei Jahre später, ging Albanel als stellvertretende Kabinettsdirektorin des Bürgermeisters Jacques Chirac (von 1977 bis 1995) zurück ins Pariser Rathaus. Nach der Wahl Chiracs im Jahre 1995 zum Staatspräsidenten, ernannte er Albanel zu seiner Beraterin für Erziehung und Kultur, dann, im Jahre 2000, zur Staatsrätin.
Im Juli 2003 wurde sie als Nachfolgerin Hubert Astiers zur Präsidentin des Museums und der staatlichen Güter des Schlosses von Versailles ernannt.
Die Besetzung dieses Postens mit einer Person, die der Administration entstammt und kein ausgewiesener Konservator oder Wissenschaftler war, löste bei Kuratoren und Kunstgeschichtlern teils heftige Kritik aus. Darüber hinaus unterstellte man, dass Albanel diesen Posten nur wegen ihrer langjährigen engen Zusammenarbeit mit Jacques Chirac bekommen habe. In der Folge warf man Albanel vor, Versailles in einen Freizeitpark umzufunktionieren, unter anderem weil sie dort die Dreharbeiten des Films Marie Antoinette von Sofia Coppola genehmigte.
Die 51-Jährige ist dem Nouvel Observateur zufolge eine alte Freundin von Präsident Nicolas Sarkozy.
Am 18. Mai 2007 wurde sie zur Ministerin für Kultur und Kommunikation und Regierungssprecherin in der Regierung François Fillons ernannt. Sie verließ die Regierung im Zuge einer Kabinettsumbildung am 23. Juni 2009. Im Kulturministerium löste sie Renaud Donnedieu de Vabres ab.
Sie ging 2010 in die Privatwirtschaft zu Orange und ist dort seit Juni 2012 Leiterin der Abteilung für „Veranstaltungen, kulturelle und institutionelle Partnerschaften und Solidarität.“

## Privates
Christine Albanel ist die Tochter des Mediziner Jean-Claude Albanel und Lucile Bez (Albanel). Sie war mit Philippe Guilhot de Lagarde verheiratet, von dem sie mittlerweile wieder geschieden ist. Sie hat ein Kind – Antoine Valroff.

## Werke

### Theaterstücke
- La Maison Ambuse, Paris (J.-C. Lattès) 1981
- Les Palhasses, 1983
- Hôtel Sawat et de la plage, 1984
- Barrio Chino, Arles (Actes Sud) 1987

### Roman
- Une mère insensée, Paris (Flammarion) 1994